# Serdar Dursun
Serdar Dursun (Hamburg, 1991. október 19. –) török válogatott labdarúgó, csatár. Az iráni Perszepolisz  játékosa.

## Pályafutása

### Darmstadt 98
2018. augusztus 1-től lett a klub játékosa, és egy hároméves szerződést kötöttek.
Augusztus 5-én góllal debütált a Paderborn 07 elleni 1–0-s győztes találkozón a német másodosztály nyitófordulóján.

### Fenerbahçe
2021. június 15-én igazolták le a Darmstadt együttesétől, három plusz egy éves szerződést írt alá.
Augusztus 15-én lépett pályára első alkalommal a  Fener színeiben, a 2021/22-es bajnokság nyitófordulójában az Adana Demirspor ellen, az 1–0-s győztes mérkőzésén a kispadról állt be a 70. percben Nazim Sangarét váltva.
Október 24-én ötödik mérkőzésén szerezte első gólját az Alanyaspor elleni 2–1-s bajnokin, a 80. percben az egyenlítő találatot fejelte.
A tizedik mérkőzésén mesterhármast szerzett a Çaykur Rizespor elleni 4–0-s hazai találkozón, az utóbbi három találatnál volt eredményes, érdekesség, hogy az első és az utolsó góljánál Szalai Attila beadását értékesítette.
2022. február 17-én nemzetközi porondon pályára lépett a Slavia Praha elleni 2–3-s UEFA Európa Konferencia Liga kieséses szakaszban.

## Válogatott karrier

### Törökország
Török származású német születésű labdarúgó. 
2021. október 1-jén Stefan Kuntz beválogatta a 25-fős keretbe Norvégia és Lettország elleni VB-selejtezőre.
Október 10-én Norvégia ellen nem lépett pályára, majd három nap múlva góllal mutatkozott be Lettország vendégeként 2–1-s győztes mérkőzésen.
2022. június 7-én, a hatodik mérkőzésén két gólt szerzett a Litvánia elleni 6–0 során, az UEFA Nemzetek Ligája C csoportjának 2021/22-es kiírásában.

## Statisztika

### Klub
2023. március 19-i állapot szerint.
| Klub                    | Szezon           | Bajnokság         | Bajnokság | Bajnokság | Kupa  | Kupa  | Nemzetközi | Nemzetközi | Összes | Összes |
| Klub                    | Szezon           | Liga              | Mérk.     | Gólok     | Mérk. | Gólok | Mérk.      | Gólok      | Mérk.  | Gólok  |
| ----------------------- | ---------------- | ----------------- | --------- | --------- | ----- | ----- | ---------- | ---------- | ------ | ------ |
| Hannover 96 II          | 2010/11          | Regionalliga Nord | 27        | 5         | —.    | —.    | —          | —          | 27     | 5      |
| Hannover 96 II          | Összesen         | Összesen          | 27        | 5         | —     | —     | —          | —          | 27     | 5      |
| Eskişehirspor           | 2011/12          | Süper Lig         | 1         | 0         | 0     | 0     | —          | —          | 1      | 0      |
| Eskişehirspor           | 2012/13          | Süper Lig         | 0         | 0         | 1     | 0     | —          | —          | 1      | 0      |
| Eskişehirspor           | Összesen         | Összesen          | 1         | 0         | 1     | 0     | —          | —          | 2      | 0      |
| Şanlıurfaspor (kölcsön) | 2012/13          | TFF First League  | 5         | 0         | 0     | 0     | —          | —          | 5      | 0      |
| Şanlıurfaspor (kölcsön) | Összesen         | Összesen          | 5         | 0         | —     | —     | —          | —          | 5      | 0      |
| Denizlispor (kölcsön)   | 2013/14          | TFF First League  | 16        | 2         | 0     | 0     | —          | —          | 16     | 2      |
| Denizlispor (kölcsön)   | Összesen         | Összesen          | 16        | 2         | —     | —     | —          | —          | 16     | 2      |
| Karagümrük              | 2014/15          | TFF Second League | 31        | 10        | 8     | 2     | —          | —          | 39     | 12     |
| Karagümrük              | 2015/16          | TFF Second League | 30        | 6         | 1     | 1     | —          | —          | 31     | 7      |
| Karagümrük              | Összesen         | Összesen          | 61        | 16        | 9     | 3     | —          | —          | 70     | 19     |
| Greuther Fürth          | 2016/17          | 2. Bundesliga     | 32        | 10        | 3     | 1     | —          | —          | 35     | 11     |
| Greuther Fürth          | 2017/18          | 2. Bundesliga     | 27        | 3         | 2     | 1     | —          | —          | 29     | 4      |
| Greuther Fürth          | Összesen         | Összesen          | 59        | 13        | 5     | 2     | —          | —          | 64     | 15     |
| Darmstadt 98            | 2018/19          | 2. Bundesliga     | 33        | 11        | 2     | 0     | —          | —          | 35     | 11     |
| Darmstadt 98            | 2019/20          | 2. Bundesliga     | 34        | 16        | 2     | 3     | —          | —          | 36     | 19     |
| Darmstadt 98            | 2020/21          | 2. Bundesliga     | 33        | 27        | 3     | 2     | —          | —          | 36     | 29     |
| Darmstadt 98            | Összesen         | Összesen          | 100       | 54        | 7     | 5     | —          | —          | 107    | 59     |
| Fenerbahçe              | 2021/22          | Süper Lig         | 33        | 15        | 2     | 0     | 2          | 0          | 37     | 15     |
| Fenerbahçe              | 2022/23          | Süper Lig         | 13        | 1         | 0     | 0     | 6          | 2          | 19     | 3      |
| Fenerbahçe              | Összesen         | Összesen          | 46        | 16        | 0     | 0     | 8          | 2          | 56     | 18     |
| KARRIER ÖSSZESEN        | KARRIER ÖSSZESEN | KARRIER ÖSSZESEN  | 315       | 106       | 24    | 10    | 8          | 2          | 347    | 118    |

1. ↑  Magában foglalja a DFB-Pokal-t és a Turkish Cup-ot
2. ↑  Mérkőzése(i) a(z) Konferencia Ligában
3. ↑  A(z) Bajnokok Ligája selejtezőjében kétszer, a(z) Európa Liga selejtezőjében négyszer lépett pályára
4. ↑  két gól a(z) Európa Liga selejtezőjében

### A válogatottban
2023. március 10-i állapot szerint
| Törökország | Törökország | Törökország |
| Év          | Mérk.       | Gólok       |
| ----------- | ----------- | ----------- |
| 2021        | 2           | 2           |
| 2022        | 8           | 5           |
| Összesen    | 10          | 7           |